# گو فیش پیکچرز
گو فیش پیکچرز (به انگلیسی: Go Fish Pictures) یک شرکت تولید فیلم آمریکایی و بخشی از دریم ورکس پیکچرز بود که در سال ۲۰۰۰ برای تولید و اکران فیلم‌های هنری ساخته شده بود. این بخش به ترتیب در سال ۲۰۰۳ و ۲۰۰۴ با فیلم‌های انیمهٔ؛ بازیگر هزاره و شبح درون پوسته ۲: معصومیت موفقیت‌هایی کسب کرد، که باعث شد این شرکت با اکران فیلم چامسکرابر به دنبال انتشار فیلم‌های لایو اکشن باشند.
با این حال، چامسکرابر یک شکست تجاری و انتقادی بود، و باعث شد دریم ورکس در سال ۲۰۰۷ کمی بعد از اکران فیلم ژاپنی کاسترن بخش را تعطیل کند.

## فیلم‌ها
| عنوان                   | تاریخ انتشار    | توضیحات                                            |
| ----------------------- | --------------- | -------------------------------------------------- |
| بازیگر هزاره            | ۱۲ سپتامبر ۲۰۰۳ |                                                    |
| شبح در پوسته ۲: معصومیت | ۱۷ سپتامبر ۲۰۰۴ | فقط توزیع آمریکایی                                 |
| چامسکرابر               | ۲۶ اوت ۲۰۰۵     | تولید مشترک با El Camino Pictures و نیومارکت فیلمز |
| کاسترن                  | ۱۶ اکتبر ۲۰۰۷   |                                                    |